# WIPF2
WIPF2‏ (WAS/WASL interacting protein family member 2) هوَ بروتين يُشَفر بواسطة جين WIPF2 في الإنسان.